# Irrationella tal
Inom matematiken är irrationella tal reella tal som inte är rationella tal, det vill säga tal som inte kan skrivas som a/b, där a och b är heltal samt b skilt från noll.
Det kan visas att de irrationella talen är de tal som på decimalform har en oändlig följd av decimaler som inte består av ett oändligt antal periodiska upprepningar. Ett irrationellt tal är antingen ett algebraiskt tal eller ett transcendent tal.
De irrationella talens kardinalitet är kontinuums mäktighet. Informellt uttryckt betyder det att nästan alla reella tal är irrationella.

## Exempel på irrationella tal
Vanligt förekommande exempel på irrationella tal är kvadratroten ur två, π och basen för den 
naturliga logaritmen, e. Nedan följer ett antal bevis för irrationaliteten för ett antal klasser av tal.

### Kvadratrötter
Ett naturligt tal är kvadratfritt om det inte finns någon primtalskvadrat som delar det. Kvadratroten av kvadratfria tal större än ett är irrationella, speciellt ger detta att kvadratrötterna av alla primtal är irrationella.
Detta kan visas med ett motsägelsebevis. Antag att d är ett kvadratfritt tal. Då finns ett tal n så att
{\displaystyle n^{2}<d<(n+1)^{2}\,}
som ger
{\displaystyle 0<{\sqrt {d}}-n<1.}
Antag nu att {\displaystyle {\sqrt {d}}={\tfrac {p}{q}}}, dvs att kvadratroten är rationell, och att q är det minsta talet då kvadratroten kan skrivas på detta sätt, det minsta positiva heltalet så att {\displaystyle p=q{\sqrt {d}}} är ett heltal. Man får då att
{\displaystyle ({\sqrt {d}}-n)q{\sqrt {d}}=qd-nq{\sqrt {d}}}
också är ett heltal. Men av olikheten ovan får man att
{\displaystyle {\sqrt {d}}-n<1}
så att {\displaystyle ({\sqrt {d}}-n)q} är alltså ett mindre heltal som multiplicerat med {\displaystyle {\sqrt {d}}} blir ett heltal. Detta motsäger definitionen av q och alltså är {\displaystyle {\sqrt {d}}} irrationellt.

### Logaritmer
Man kan visa att vissa logaritmer av tal är irrationella med motsägelsebevis.
Antag exempelvis att {\displaystyle \log _{10}2} är rationellt, dvs:
{\displaystyle \log _{10}2={\frac {m}{n}}}
för heltal m och n. Det följer att
{\displaystyle 10^{\frac {m}{n}}=2\Rightarrow \left(10^{\frac {m}{n}}\right)^{n}=2^{n}\Rightarrow 10^{m}=2^{n}.}
Med primtalsfaktoriseringar av 10 och 2 får man att
{\displaystyle 5^{m}2^{m}=2^{n}\Rightarrow 5^{m}=2^{n-m}.}
Dock följer av aritmetikens fundamentalsats att vänsterled och högerled aldrig kan vara lika, då m och n är heltal, eftersom både 5 och 2 är primtal och därmed inte delar några primtalsfaktorer. Alltså är 10-logaritmen av 2 irrationell.